# اچ‌ام‌سی‌اس استاداکونا
اچ‌ام‌سی‌اس استاداکونا (به انگلیسی: HMCS Stadacona) یک کشتی بود که طول آن ۱۹۶ فوت (۶۰ متر) بود. این کشتی در سال ۱۹۱۵ ساخته شد.